# Anaxyrus nelsoni
Il rospo di Amargosa, o Anaxyrus nelsoni (Stejneger, 1893), erroneamente conosciuto come Bufo nelsoni, è una specie di rospo della famiglia Bufonidae. In passato venne considerata come sottospecie di Anaxyrus boreas.
È minacciata soprattutto dalla perdita di habitat ed è attualmente classificata come in pericolo dalla IUCN.

## Distribuzione e habitat
Il rospo di Amargosa è endemico della Oasis Valley nel deserto di Amargosa, nella Contea di Nye, in Nevada. Il suo habitat naturale si ritrova per 16 km lungo la costa del fiume Amargosa, tra Springdale e Beatty, nelle sorgenti tributarie ed isolate, mentre lungo la riva del fiume crescono pioppi, carici e e piante del genere Phleum. La riproduzione avviene in piccole pozze dove spesso vive una piccola vegetazione acquatica.

## Conservazione
L'IUCN ha classificato questa specie come "in pericolo". Il fattori che portarono a questa decisione comprendono la variabilità nella quantità delle piogge, l'aumento nell'utilizzo di fuoristrada, il calpestio degli animali al pascolo, le operazioni di dragaggio per il controllo delle inondazioni e lo sviluppo commerciale. Un altro pericolo per la specie è l'introduzione di specie aliene di cui è preda, come nel caso di pescegatti, gamberi e rane toro. La popolazione di rospi di Amargosa è ritenuta essere in diminuzione.
Alcune iniziative sono state intraprese da cittadini, fattori e proprietari terrieri locali per preservare e favorire la popolazione di questa specie nelle diverse zone, anche per evitare un intervento federale.